# Sybilla Bawarska
Sibylle (ur. 16 czerwca 1489 w Monachium, zm. 18 kwietnia 1519 w Heidelbergu) – księżniczka Bawarii–Monachium oraz poprzez małżeństwo księżna–elektorowa Palatynatu Reńskiego. Pochodziła z rodu Wittelsbachów.

## Życiorys
Urodziła się jako druga córka księcia Bawarii–Monachium Albrechta IV Mądrego i jego żony księżnej Kunegundy Habsburżanki. Była wnuczką cesarza Fryderyka III.
23 lutego 1511 w Heidelbergu poślubiła elektora Palatynatu Ludwika V. Para nie miała dzieci.
Została pochowana w Kościele Świętego Ducha w Heidelbergu.